# Bilberrie Lagoon
Bilberrie Lagoon ist ein Stillgewässer, das sich etwa 200 Meter von der Grenze zwischen New South Wales und Queensland in Australien entfernt im Ortsgebiet von Goodooga in New South Wales befindet. Es liegt etwa 139 Meter über dem Meeresspiegel.